# Albadaria
Albadaria (ou Albadariah) est une ville et une sous-préfecture de Guinée, rattachée à la préfecture de Kissidougou et à la région de Faranah. 

## Population
En 2016, le nombre d'habitants est estimé à 18 036, à partir d'une extrapolation officielle du recensement de 2014 qui en avait dénombré 16 864 .

## Personnalités liées à la ville
- Mory Kanté (1950-2020), chanteur et musicien guinéen.